# Constelații dispărute

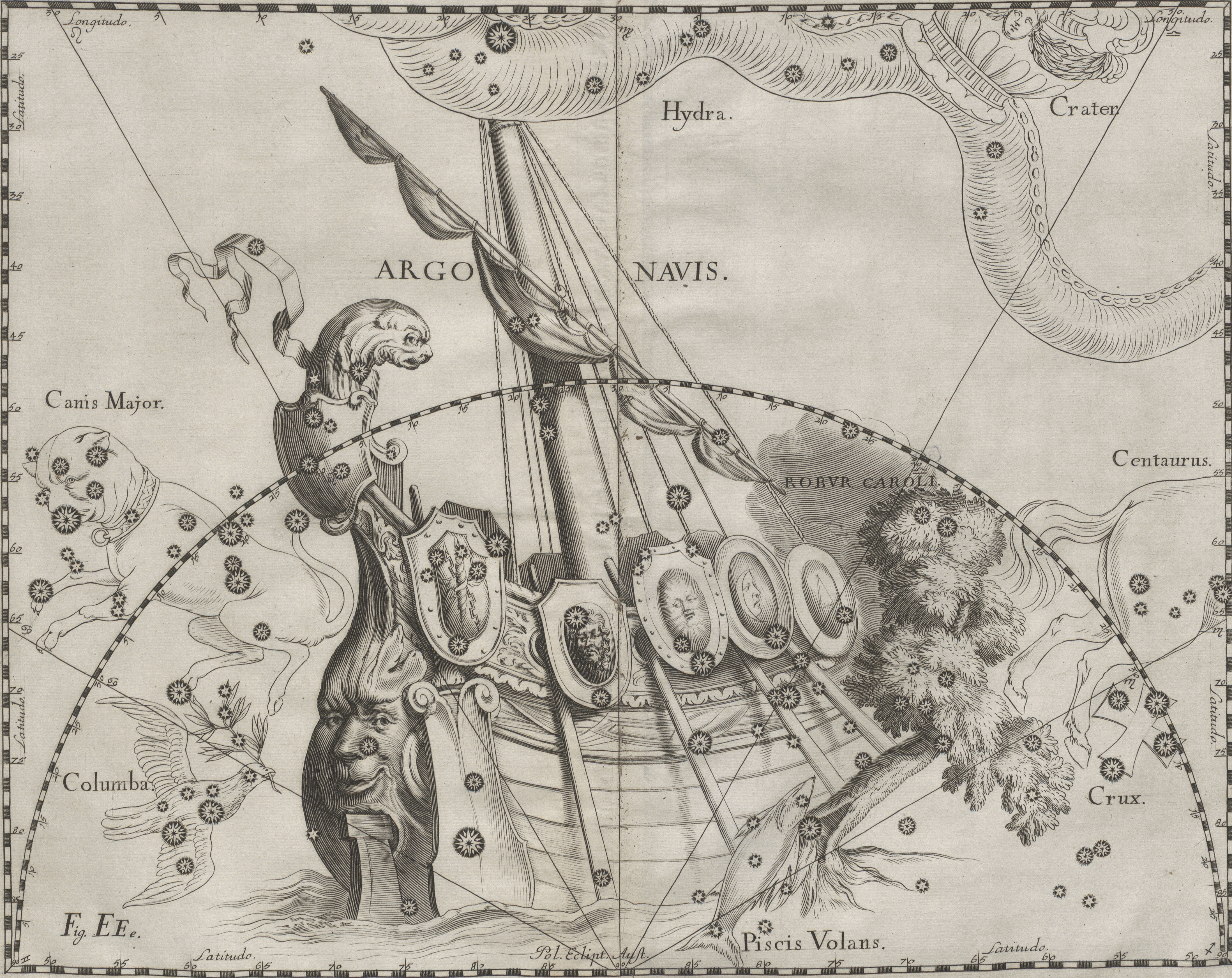
Fosta constelaţie Argo Navis

Constelații dispărute sunt constelațiile care în prezent nu mai sunt recunoscute de către Uniunea Astronomică Internațională din diverse cauze. Multe dintre aceste constelații au fost recunoscute perioade lungi, chiar secole, ceea ce înseamnă că au o anumită valoare istorică. Acestea pot fi întâlnite pe hărți ale cerului mai vechi.

## Constelații notabile
Nava Argo (în latină: Argo Navis) este singura dintre cele 48 de constelații descrise original de Ptolemeu care nu este recunoscută.
Cvadrantul de Perete (în latină: Quadrans Muralis) a fost o constelație, creată de astronomul Jérôme Lalande în 1795.